# Elizabeth Ann Nalley
Elizabeth Ann Nalley (nacida en Catron (Misuri)) es una química estadounidense, profesora de Química en la Cameron University de Lawton, Oklahoma.
Pertenece al departamento de Ciencias Físicas de la Universidad de Cameron donde imparte clases de Química general, química orgánica y química analítica. Sus investigaciones se han centrado en estudios de isomería, reacciones de alquenos, estudios de modelado molecular y análisis químicos de productos naturales (aloe vera). 

## Estudios y vida laboral
Obtuvo su licenciatura en ingeniería química en la Northeastern State University de Tahlequah, Oklahoma en 1965, y un máster en química analítica por la Oklahoma State University en 1969, y finalmente se doctoró en radioquímica por la Texas Women's University en 1975. Su carrera como profesora de química comenzó incluso antes de que finalizara su licenciatura, con un período como profesora de química en Muskogee Central High School de 1964 a 1965; en 1969, se adscribió a la Cameron University como profesoara, donde ha sido catedrática desde 1978. De hecho, ella ha sido la primera mujer que ha desempeñado el cargo de catedrática en dicha universidad.

## Cargos y distinciones
Nalley fue presidenta de la American Chemical Society en 2006. Ella ha ejercido durante 21 años un puesto en el comité de directores de Phi Kappa Phi, y fue presidenta entre 1995 y 1998. En 1996 consiguió el premio Henry Hill de la American Chemical Society. En 2005 consiguió el premio Iota Sigma Pi a la Excelencia profesional.

## Publicaciones
Es autora o coautora de los siguientes libros.
- O̲-alkylbenzohydroximoyl halides: photochemical isomerization and alkoxide substitution reactions. 1975.
- Mechanism of an acid-catalyzed geometric isomerization about a carbon-nitrogen double bond. 1982.

También ha publicado numerosos artículos en revistas científicas.